# Thoras (ancienne commune)
Thoras [tɔʁas] est une ancienne commune française située dans le département de la Haute-Loire en région Auvergne-Rhône-Alpes.
Le 1er janvier 2016, Thoras fusionne avec la commune voisine de Croisances pour donner naissance à la commune nouvelle de Thoras sans instituer de communes déléguées.

## Géographie

### Situation
Située dans les monts de la Margeride, à 30 km au sud-ouest du Puy-en-Velay, la commune de Thoras est en zone de moyenne montagne, en limite du département de la Lozère.

### Hameaux et lieux-dits
Les dix-sept hameaux que compte la commune, sont accrochés pour la plupart à des promontoires.

### Relief
Le relief est une alternance de creux et de bosses. À l'ouest la montagne de la Gardille ferme la commune qui s'ouvre à l'est sur la vallée du Panis.

### Climat
Le climat est semi-montagnard avec des hivers rigoureux, froids et de plus en plus secs. Les étés chauds connaissent des variations de températures parfois élevées.

### Végétation
La végétation est surtout constituée de résineux, une forêt primaire de pins peu élevés auxquels se mélangent des hêtraies, et des plantations d'épicéas sur les zones les plus élevés. Le sol granitique, acide est recouvert de landes sur les zones d'altitude et les coteaux escarpés des vallées sont colonisés par des genêts ou de l'herbe à pâturage. Le fond plat des vallées laisse la place aux prés à fourrages.

### Hydrographie
La commune est drainée par le Panis, rivière de 18 km qui traverse le territoire communal en arrosant les hameaux de la Fageolette, de Montrezon, du Cheylot et de Babonnès. Il reçoit sur sa rive droite les eaux du Crouzet de Thoras en aval du Cheylot et du Donaldès à Babonnès, avant de rejoindre l'Ance du Sud à La Romaine.

### Voies de communication
La commune de Thoras, plutôt difficile d'accès, est desservie par la route départementale 585, qui la relie à Saugues, Langeac et Brioude au nord et Châteauneuf-de-Randon, en Lozère, au sud, et par la RD 34 d'est en ouest. Elle compte 35 km de routes goudronnées.

## Toponymie
Le nom de la commune est issu du catalan turó signifiant « colline ». En occitan, le village se nomme Toras et se prononce « Tourasse ».[réf. nécessaire]

## Politique et administration

### Administration territoriale
Situé dans l'arrondissement de Brioude, Thoras appartient au canton de Saugues jusqu'au élections départementales de mars 2015, où la commune rejoint le nouveau canton de Gorges de l'Allier-Gévaudan.

### Liste des maires
| Période                                  | Période       | Identité        | Étiquette | Qualité |
| ---------------------------------------- | ------------- | --------------- | --------- | ------- |
| Les données manquantes sont à compléter. |               |                 |           |         |
| mars 1971                                | mars 1983     | Émile Barlet    |           |         |
| mars 1983                                | mars 2001     | Gaston Roussel  |           |         |
| mars 2001                                | mars 2008     | Serge Barlet    | dvd       | Artisan |
| mars 2008                                | décembre 2015 | Ludovic Leydier |           |         |

## Population et société

### Démographie
L'évolution du nombre d'habitants est connue à travers les recensements de la population effectués dans la commune depuis 1793. À partir du 1er janvier 2009, les populations légales des communes sont publiées annuellement dans le cadre d'un recensement qui repose désormais sur une collecte d'information annuelle, concernant successivement tous les territoires communaux au cours d'une période de cinq ans. 
Pour les communes de moins de 10 000 habitants, une enquête de recensement portant sur toute la population est réalisée tous les cinq ans, les populations légales des années intermédiaires étant quant à elles estimées par interpolation ou extrapolation. Pour la commune, le premier recensement exhaustif entrant dans le cadre du nouveau dispositif a été réalisé en 2007,.
En 2013, la commune comptait 210 habitants, en évolution de −6,25 % par rapport à 2008 (Haute-Loire : +5,12 %, France hors Mayotte : +2,49 %).
| 1793  | 1800  | 1806 | 1821 | 1831 | 1836 | 1841  | 1846 | 1851 |
| ----- | ----- | ---- | ---- | ---- | ---- | ----- | ---- | ---- |
| 1 100 | 1 100 | 922  | 933  | 936  | 990  | 1 040 | 998  | 977  |

| 1856 | 1861  | 1866 | 1872 | 1876  | 1881  | 1886  | 1891  | 1896  |
| ---- | ----- | ---- | ---- | ----- | ----- | ----- | ----- | ----- |
| 990  | 1 025 | 925  | 988  | 1 006 | 1 060 | 1 123 | 1 041 | 1 058 |

| 1901  | 1906  | 1911  | 1921 | 1926 | 1931 | 1936 | 1946 | 1954 |
| ----- | ----- | ----- | ---- | ---- | ---- | ---- | ---- | ---- |
| 1 100 | 1 103 | 1 068 | 904  | 921  | 835  | 786  | 658  | 594  |

| 1962 | 1968 | 1975 | 1982 | 1990 | 1999 | 2007 | 2012 | 2013 |
| ---- | ---- | ---- | ---- | ---- | ---- | ---- | ---- | ---- |
| 590  | 517  | 412  | 356  | 316  | 271  | 226  | 208  | 210  |

### Cultes
La paroisse catholique, intégrée au sein de l'ensemble paroissial Saint-Bénilde en Margeride, dont le siège est à Saugues, fait partie du diocèse du Puy-en-Velay.

## Culture et patrimoine

### Lieux et monuments
- L'église romane datant du XIIIe siècle et agrandie à la fin XIXe siècle, est remarquable pour son porche et sa porte d'entrée sculptée.
- Un château se situe à proximité de l'église.

### Personnalités liées à la commune
- Le père André Eyraud, curé de la paroisse de 1944 à 1994, à l'origine de la construction de l'école Notre-Dame, sous la tutelle du diocèse et des religieuses de la congrégation de Saint-Charles.